# Ямагути, Тосихиро
Тосихиро Ямагути (яп. 山口 敏弘 Ямагути Тосихиро, род. 19 ноября 1971, Кумамото) — японский футболист.

## Карьера
На протяжении своей футбольной карьеры выступал за клубы «Гамба Осака», «Киото Пёрпл Санга», «Санфречче Хиросима».

## Национальная сборная
С 1994 по 1995 год сыграл за национальную сборную Японии 4 матча. Также участвовал в Кубке корля Фахда 1995 года.

## Статистика за сборную
| Сборная Японии | Сборная Японии | Сборная Японии |
| Год            | Матчи          | Голы           |
| -------------- | -------------- | -------------- |
| 1994           | 2              | 0              |
| 1995           | 2              | 0              |
| Итого          | 4              | 0              |